# آکیرا اوتاکا
آکیرا اوتاکا (انگلیسی: Akira Otaka؛ زادهٔ ۱۵ نوامبر ۱۹۵۷) بازیگر اهل ژاپن است.
از فیلم‌هایی که وی در آن نقش داشته‌است، می‌توان به جذبه و غریبه‌های جوان اشاره کرد.